# Лазерний цілевказівник

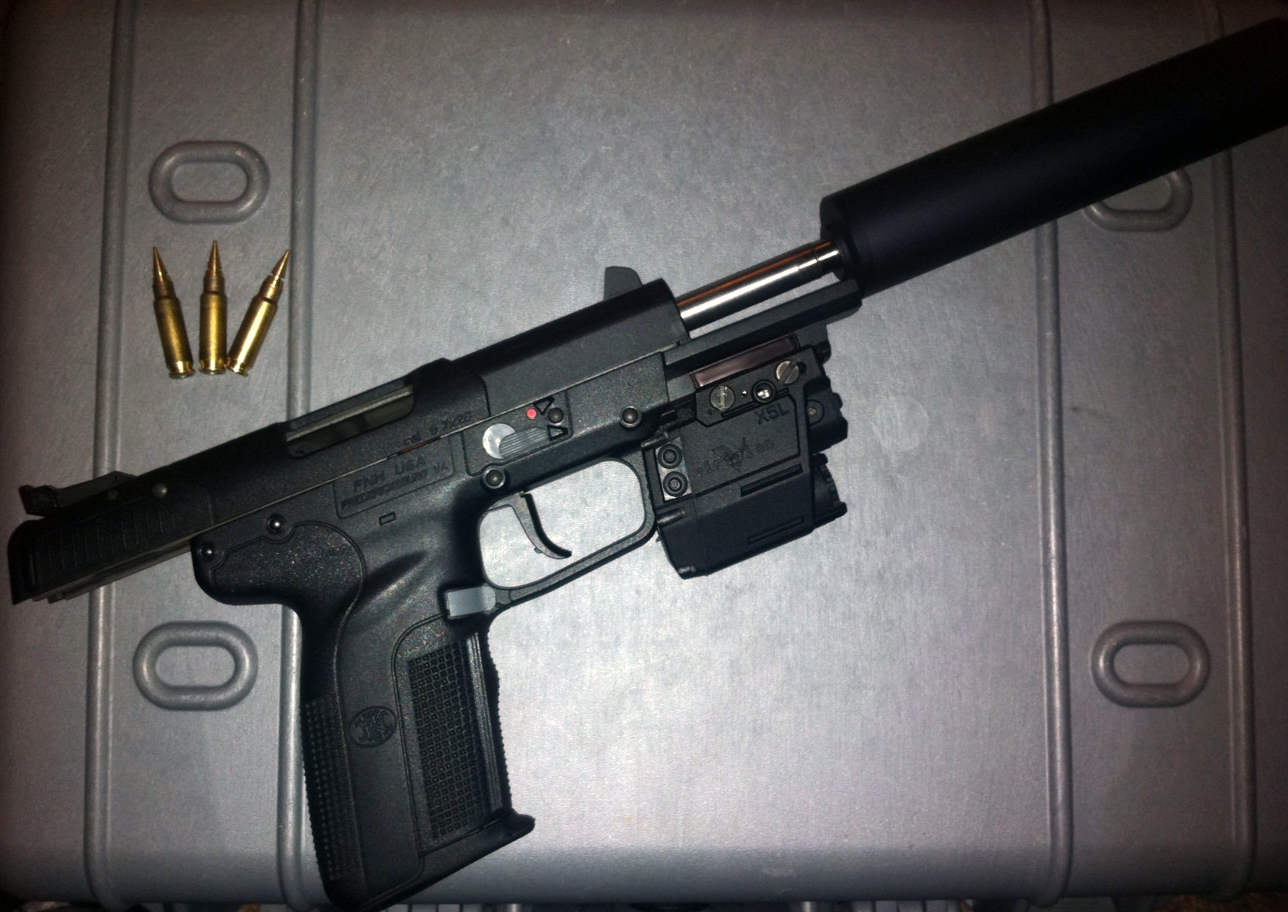
Пістолет FN Five-seveN, обладнаний лазерним цілевказівником та глушником.

Лáзерний цілевкáзівник (ЛЦВ), лáзерний цілепокажчик, також при́лад лáзерного навéдення, ПЛН; розмовне лáзерний приці́л — ефективне прицільне пристосування з лазерною системою підсвітки об'єкту. Призначений для оснащення ним вогнепальної зброї з метою швидкого наведення на ціль та застосування її в складних умовах ведення бою.

## Історія
Лазерні цілевказівники пройшли довгий шлях, щоб стати такими, якими вони є сьогодні. Розвиток техніки ведення вогню по цілям наштовхнув до створення сучасних систем та засобів цілеуказання. Останнім досягненням у цій області стало використання лазерних цілевказівників. Перші лазерні цільові вказівники з системою акумуляторних батарей були громіздкими й важкими, що значно збільшувало габарити і вагу зброї, на якій було встановлено подібне устаткування, а тривалість їхньої роботи становила всього-на-всього 17 хвилин. Зараз лазерні цілевказівники стали компактними і легкими, тривалість безперервної роботи становить 45-90 хвилин.

## Опис

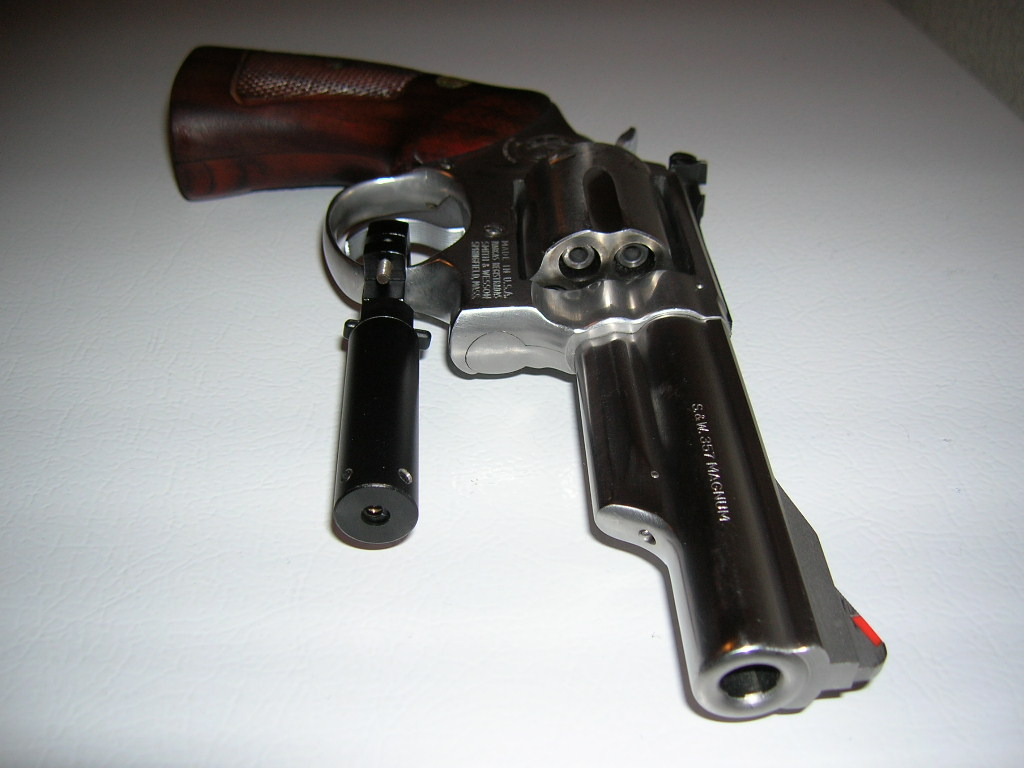
Револьвер S&W 357 Magnum, обладнаний лазерним цілевказівником.

### Принцип роботи ЛЦВ
Пристрій випромінює промінь лазерного світла невеликої потужності червоного або зеленого кольору, який наводиться на ціль стрільцем на його розсуд і створює світлову мітку в точці передбачуваного влучення (звичайно, якщо зброя з таким прицілом пристріляна). Такий метод прицілювання дозволяє дивитися тільки безпосередньо на ціль, а також вести вогонь з будь-якого положення. Тим самим час прицілювання скорочується до мінімуму. Як правило мітку сучасного лазерного прицілу не видно неозброєним поглядом, а тільки через спеціальну легку оптику, встановлену на зброї; лазерні приціли з міткою у видимому діапазоні використовуються в основному в голлівудських бойовиках, а також деякими поліцейськими підрозділами для ближнього бою. Однак, промені різних кольорів по-різному «поводяться» за різних погодних умов. Лазерний цілевказівник може випромінювати у видимому діапазоні або в невидимому неозброєному оку інфрачервоному для використання з приладом нічного бачення. Існує два види ЛЦВ: підствольний та оптичний. Підствольний ЛЦВ кріпиться під стволом зброї і використовується без допоміжних пристосувань. Оптичний ЛЦВ — це оптичний приціл з використанням лазерного променю.
У ЛЦВ як випромінювач в основному застосовується японський напівпровідниковий лазерний діод потужністю не більше 5 мВт із довжиною хвилі 670 мм, розбіжність променями якого зменшується за рахунок застосування трилінзового проясненого об'єктива. Може регулюватися по вертикалі і/або горизонталі за допомогою спеціального ключа або гвинтів регулювання кута.

### Особливості колірних спектрів
- Червоне візування лазерного променю — видно у ночі та сутінки, працює, незважаючи на температурні перепади;
- Зелене візування лазерного променю — видно як вночі, так й в денний час, а також у тумані; у багато разів яскравіше, ніж червоний промінь, але чутливий щодо температурних перепад, тому використання без термостабілізації неможливе.

### Переваги та недоліки ЛЦВ

#### Переваги
- Лазерний цілевказівник дозволяє вести досить влучну швидку стрільбу з будь-якого положення;
- Пристрій дозволяє швидко прицілитися, визираючи з укриття, під час перестрілки з супротивником не докладаючи великих зусиль, таким чином стрільцю не треба цілитися традиційним методом, який до того ж забирає час, а також, можливо, й нагоду влучити, на додачу це запобігає ураженню самого ж стрільця від того ж супротивника;
- Дозволяє стріляти швидко та влучно від стегна;
- Також дозволяє стрільбу людям з проблемами із зором;
- Коли бійці поліцейських загонів під час рейду зненацька наводять промені ЛЦВ у злочинців, ті застигають від жаху;
- Може використовуватися під час навчальних стрільб на полігоні, особливо для тренування молодих бійців, що тільки вчаться стріляти зі стрілецької зброї.

#### Недоліки
- Приціл не ідентифікує ціль як тактичний ліхтар (втім, це властиво і звичайним прицілам);
- У темряві лазерний приціл дуже добре видно, тому пристрій демаскує стрільця (проте, знову ж таки, не більше, ніж той же тактичний ліхтар, без якого все одно неможливо вести прицільну стрільбу за відсутності спеціальних пристосувань);
- Діаметр мітки дуже маленький і висвітлює невелику круглу пляму на цілі, однак її площа залежить від дальності до цілі й конструкції прицілу, тому що від нього промінь розходиться хоч під невеликим, але все-таки кутом;
- Дальність дії прицілу залежить від потужності випромінювання, прозорості атмосфери й здатності відбивати лазерне світло освітлюваною поверхнею цілі.
- При діях у складі групи можна сплутати мітки від ЛЦВ, встановлених на зброї різних бійців. Подібних помилок можна уникнути, використовуючи ЛЦВ різних колірних спектрів, але тільки при діях у складі малих груп.

Однак не варто забувати той факт, що ЛЦВ — всього лише допоміжний пристрій, який не є гарантом влучного пострілу. Навички та здібності стрільця є головною умовою точної стрільби.

## ЛЦВ для наведенняВТЗ
Одним з найважливіших військових застосувань  лазерного наведення стала високоточна зброя, так звані «інтелектуальні» бомби та ракети або, як ще їх називають, бомби та ракети з лазерним наведенням. Така зброя оснащена пристроями супроводу, які забезпечують наведення на ціль шляхом підсвічування спеціальним лазерним променем і називаються вони так само лазерні цілевказівники. Щоправда такі пристрої вважаються складовими, що входять до системи керування вогнем.